# گروه توکیو
گروه توکیو (انگلیسی: Tokyu Group) شرکت خوشه‌ای ژاپنی است، که در سال ۱۹۱۰ توسط کیتا گوتو (وزیر) تأسیس شد.